# Highlands Park Football Club
El Highlands Park Football Club fou un club de futbol sud-africà de la ciutat de Johannesburg.

## Història
El club existí entre 1959 i 1982, abans de ser comprat i esdevenir Jomo Cosmos. Fou un dels clubs més importants dels anys 60 i 70, amb diversos campionats nacionals guanyats.
Fou anomenat Dion Highlands FC entre 1980 i 1982, i canvià els seus colors a taronja.

## Palmarès
- National Football League:[2]

1960, 1962, 1964, 1965, 1966, 1968, 1975, 1977–78
- National Professional Soccer League:[2]

1980
- Copa de la NFL:[3][4]

1961, 1965, 1966, 1967, 1973, 1975
- TNSC Trophy:[3]

1962
- UTC Bowl:[3]

1969
- Champion of Champions Trophy:[3]

1966, 1967, 1968, 1969, 1970
- Coca Cola Shield:[3]

1975